# Zermatt
Zermatt  poslech je obec v okrese Visp v německy mluvící části kantonu Valais (německy Wallis) ve Švýcarsku. Nachází se na konci údolí Mattertal ve výšce přes 1600 m n. m., které se dále zdvihá k dominantě Alp – Matterhornu. Zermatt leží asi 10 km od průsmyku Theodulpass, který je hranicí s Itálií ve výšce 3300 m n. m.
Zermatt je znám jako horolezecké a lyžařské středisko švýcarských Alp a taktéž jako středisko turistického ruchu v letních měsících. Až do poloviny 19. století bylo hospodářské zaměření Zermattu orientováno na zemědělství. Po prvním a tragickém výstupu na Matterhorn v roce 1865 následoval rozvoj turistického ruchu v samotném Zermattu i v okolních obcích. Žije zde přibližně 6 000 obyvatel, počet obyvatel je však proměnný podle turistické, sportovní a rekreační sezóny.

## Geografie

### Poloha

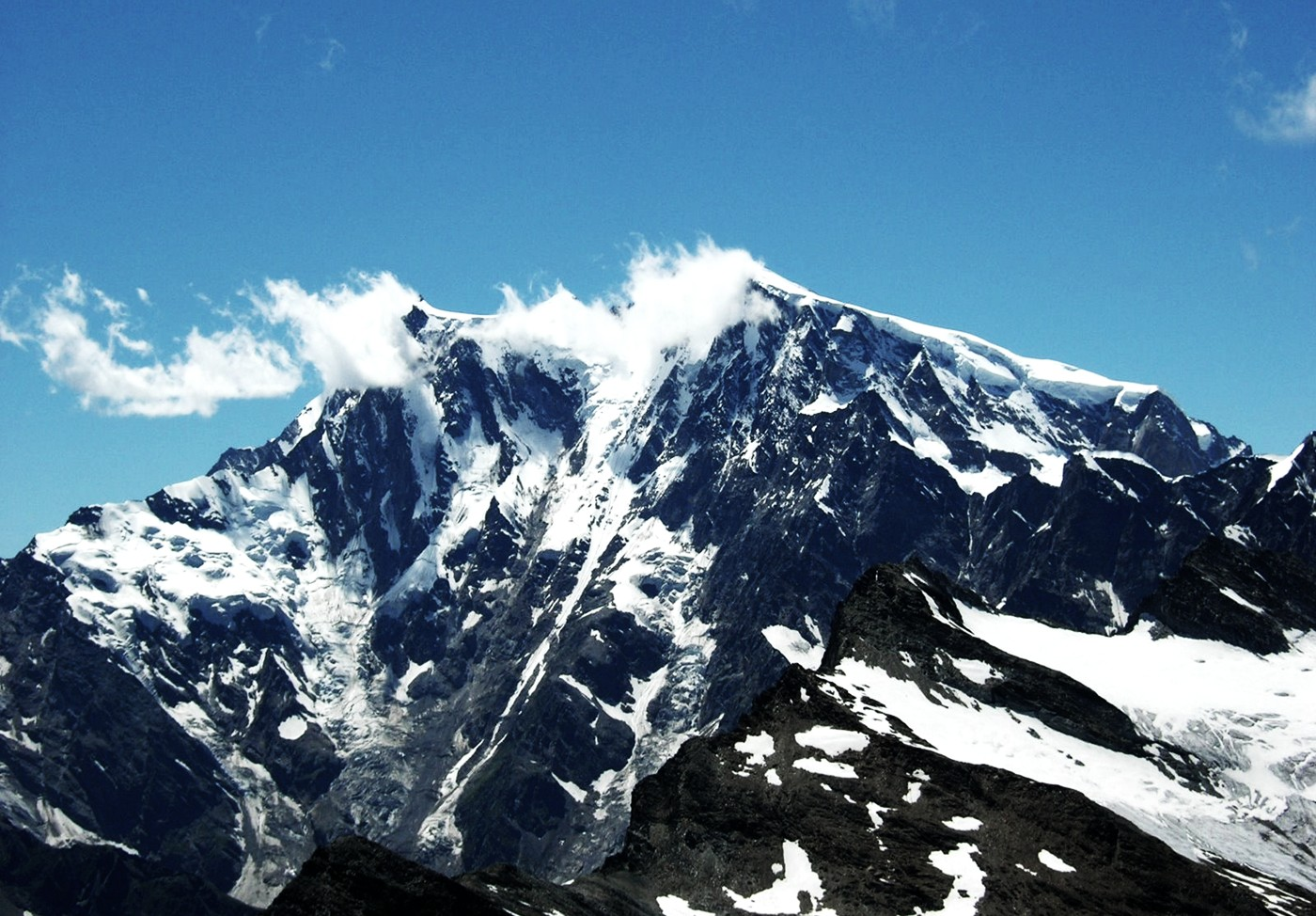
Vrchol Dufourspitze

Městečko Zermatt leží na jižním konci údolí Mattertal, které je jednou z bočních větví hlavního údolí Rhôny. Zermatt je téměř kompletně obklopen vysokými horami Walliských Alp, mezi nimiž je i Monte Rosa (Dufourspitze), nejvyšší švýcarský vrchol s výškou 4634 m n. m. Dále následuje Dom (4545 m n. m.), Lyskamm (4527 m n. m.), Weisshorn (4505 m n. m.), Matterhorn (4478 m n. m.). Většina alpských čtyřitisícovek se nachází v okolí Zermattu, nebo v sousedních údolích.
S rozlohou 243 km² je Zermatt jednou z plošně největších švýcarských obcí. Rozloha zahrnuje 1,3 km² zastavěných ploch, 9,4 km² lesů, 10,0 km² zemědělských ploch (včetně vysokohorských pastvin) a 183,0 km² zón ochrany přírody. Nejvyšším bodem je vrchol Dufourspitze v masivu Monte Rosa ve výšce 4634 m n. m., nejnižší bod ve výšce 1524 m n. m. se nachází v korytě údolní říčky Matter Vispa na hranici se sousední obcí Täsch pod ní, u louky zvané Schlangengrube. Široké, vysoko položené údolí je na východě ohraničeno masivem Rimpfischhorn - Strahlhorn - Jägerhorn - Dufourspitze - Signalkuppe, na jihu masivem Lyskamm - Castor - Pollux - Breithorn - Klein Matterhorn a na západě od průsmyku Theodul masivem Matterhorn - Dent d’Hérens - Tête Blanche. Na západě, mezi údolím potoka Zmuttbach a údolím Val d’Anniviers, se rozkládají masivy Dent Blanche, Ober Gabelhorn a Zinalrothorn.

### Vodstvo

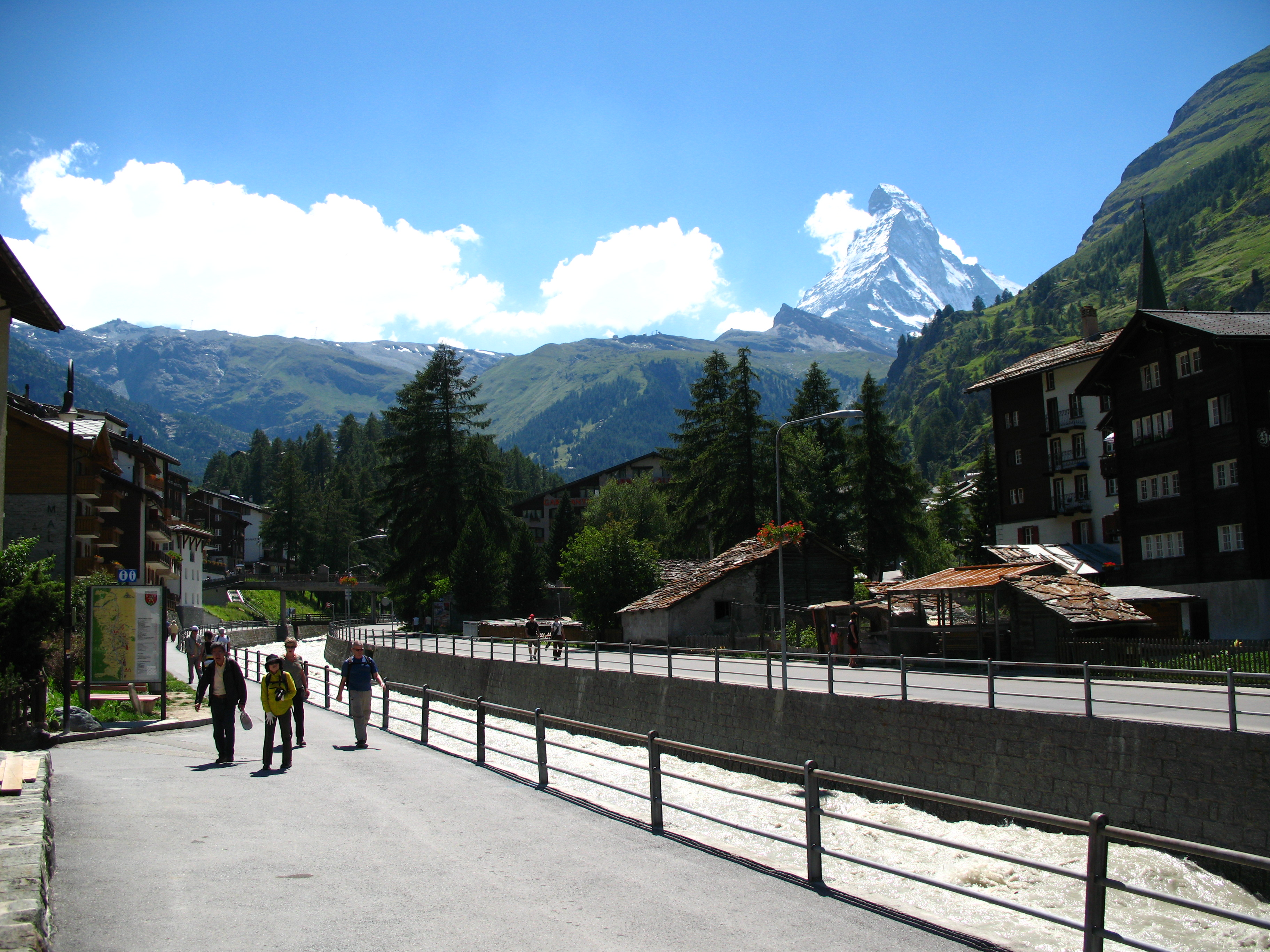
Matter Vispa v Zermattu

Hlavní řekou údolí je Matter Vispa, která protéká centrem Zermattu a která stahuje vodu z ledovců nejvyšších vrcholů, ledovce Gornergletscher na východní straně v blízkosti Monte Rosa a z ledovce Zmutt na západní straně mezi Dent d'Hérens a Dent Blanche. Vzniká spojením potoka Zmuttbach, pramenícího v ledovci Zmutt, říčky Gornera, pramenící v ledovci Gornergletscher, potoka Triftbach, pramenícího v ledovci Triftgletscher, a potoka Findelbach, tekoucího z ledovce Findelgletscher soutěskou Findelschlucht. U Staldenu vytváří Matter Vispa spolu se Saaser Vispou řeku Vispu, která se u Vispu vlévá do Rhôny.
Jižně od Furi přibírá Gornera Furggbach, který pramení na ledovci Furggletscher pod východní stěnou Matterhornu a pod horním ledovcem Theodul. Z hřebene Hohtällig se přes Alp Breitboden do Findelbachu vlévá potok Balmbrunnen. Z Mettelhornu se Luegelbach řítí strmým sjezdem vedle Wisshornu do Matter Vispy.
Na Zmuttbachu se nachází vodní nádrž Zmutt, která byla vybudována v letech 1961–1964 a slouží jako záchytné zařízení pro přehradu soustavy Grande Dixence. Voda je do údolí Dixence přiváděna čerpacími stanicemi ve Zmuttu a Stafelu.

### Členění

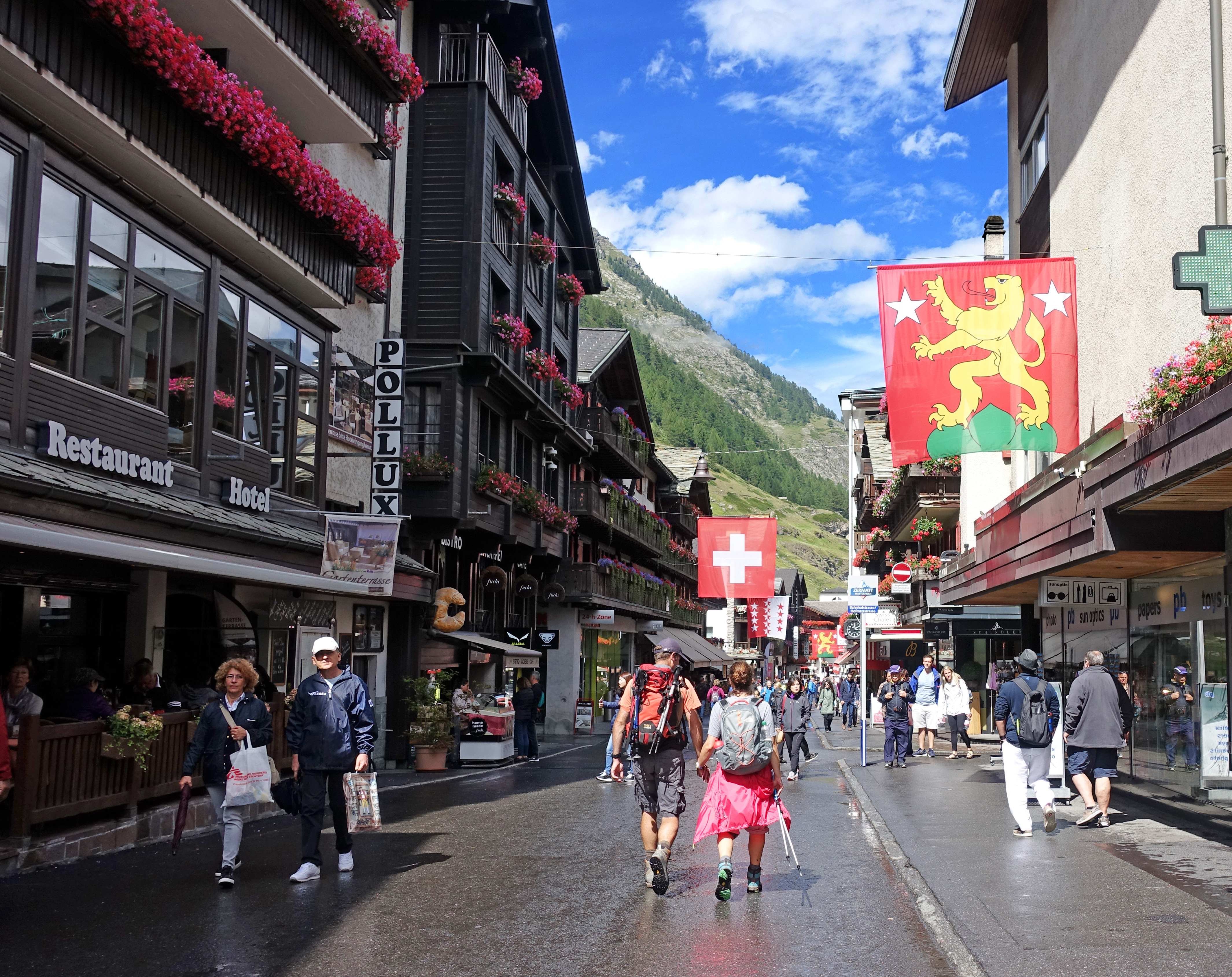
Bahnhofstrasse, hlavní ulice Zermattu

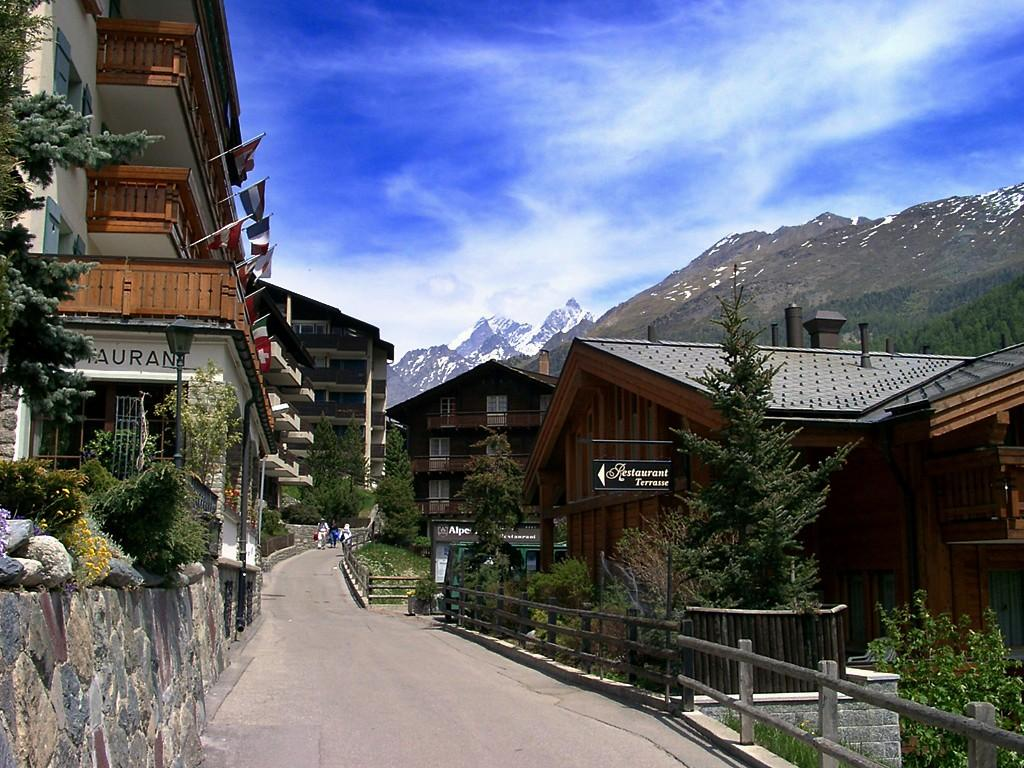
Ulice v Zermattu

Jsou zde pouze tři hlavní ulice, které se táhnou podél břehů řeky Matter Vispa, a množství menších ulic, které se s nimi kříží. Nedaleko nádraží v Zermattu je kostel, který je středem obce. Správa města zahrnuje i předměstí, což byly dříve samostatné obce, jako je Winkelmatten a Steinmatten.
V okolí se nachází velké množství obcí a usedlostí nad Zermattem, ale nejsou obývány celoročně. Zum Viz (1766 m n. m.) leží jižně od Zermattu na západním břehu soutěsky Gornerschlucht, nedaleko Furi. Západně od Zermattu leží vesnice Zmutt (1936 m n. m.), severně vesnice Findeln (2051 m n. m.), východně Findelbach (2278 m n. m.) a Riffelalp (2222 m n. m.), který je největším sídlem mimo Zermatt.
Území obce Zermatt sousedí s Itálií. Přechod přes průsmyk Theodulpass do Valtournenche je kvůli ledové pokrývce sjízdný pouze pro pěší a lyžaře.

### Vrcholy
V okolí Zermatu se nachází 33 z 74 švýcarských vrcholů s výškou přes 4000 m n. m.
| 4634 m n. m. - Dufourspitze (Monte Rosa), nejvyšší ve Švýcarsku 4609 m n. m. - Nordend (masiv Monte Rosa) 4563 m n. m. - Zumsteinspitze (Monte Rosa) 4554 m n. m. - Signalkuppe (Monte Rosa) 4545 m n. m. - Dom 4527 m n. m. - Lyskamm (Liskamm), východní vrchol 4505 m n. m. - Weisshorn 4491 m n. m. - Täschhorn 4479 m n. m. - Lyskamm (Liskamm), západní vrchol 4477 m n. m. - Matterhorn 4432 m n. m. - Parrotspitze (Monte Rosa) 4356 m n. m. - Dent Blanche 4341 m n. m. - Ludwigshöhe (Monte Rosa) 4327 m n. m. - Nadelhorn 4322 m n. m. - Schwarzhorn 4294 m n. m. - Lenzspitze 4241 m n. m. - Stecknadelhorn (Nadelgrat) | 4228 m n. m. - Castor 4221 m n. m. - Zinalrothorn 4219 m n. m. - Hohberghorn (Nadelgrat) 4206 m n. m. - Alphubel 4199 m n. m. - Rimpfischhorn 4190 m n. m. - Strahlhorn 4171 m n. m. - Dent d'Hérens 4167 m n. m. - Balmenhorn 4164 m n. m. - Breithorn, západní vrchol 4159 m n. m. - Breithorn, prostřední vrchol 4153 m n. m. - Bishorn 4139 m n. m. - Breithorn, východní vrchol 4106 m n. m. - Breithorn-Zwillinge, východní vrchol 4092 m n. m. - Pollux 4075 m n. m. - Breithorn Roccia Nera 4063 m n. m. - Ober Gabelhorn |

### Ledovce

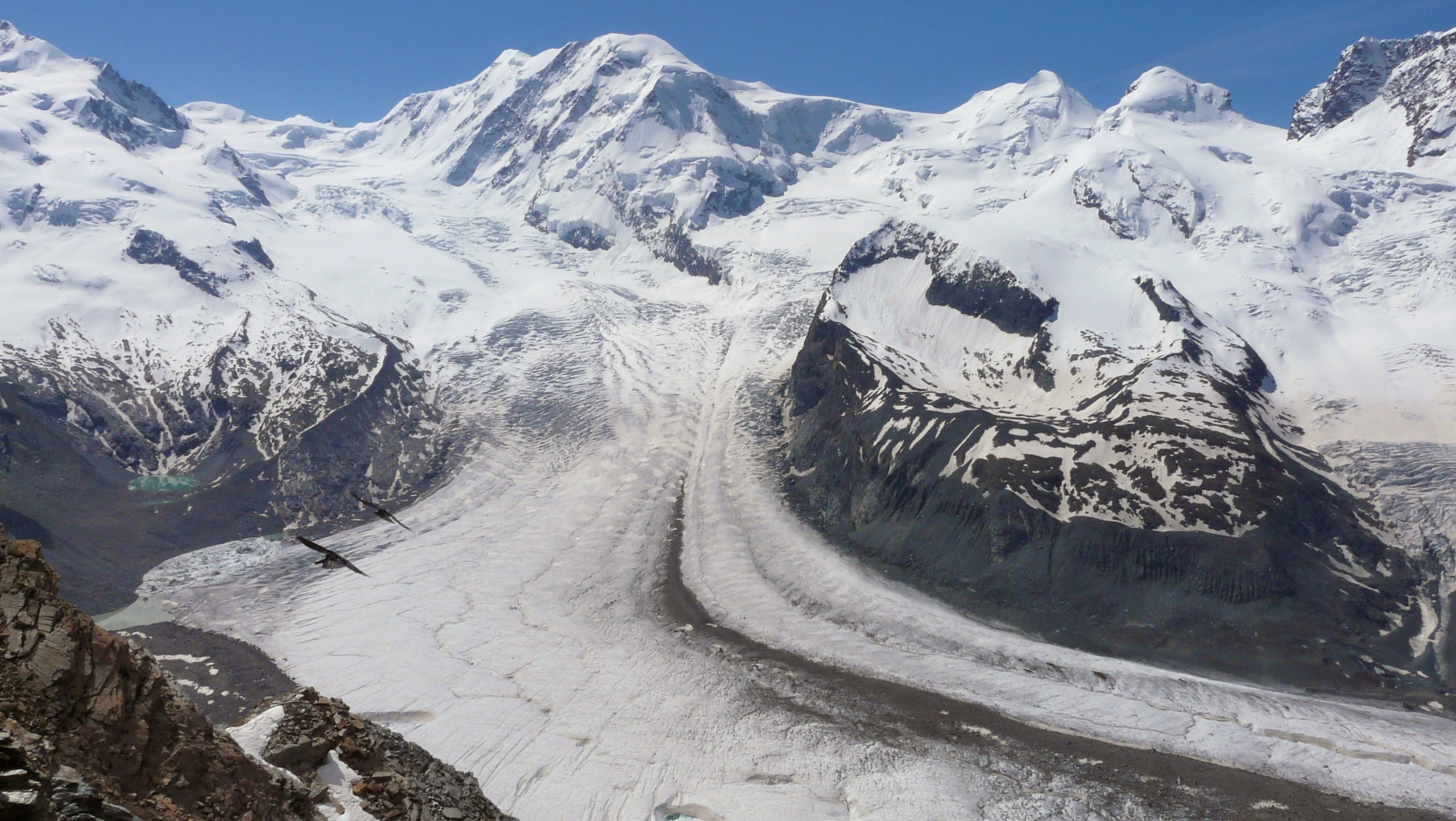
Ledovec Grenzgletscher

Zermatt je dobře známý pro velký počet ledovců v okolí. Ledovec Gornergletscher má plochu 68 km², a je tak po Aletschgletscheru druhým největším ledovcem v Alpách.
| Adlergletscher Arbengletscher Breithorngletscher Findelgletscher Furggletscher Gornergletscher | Gabelhorngletscher Grenzgletscher Hohlichtgletscher Hohwänggletscher Matterhorngletscher Monte Rosagletscher | Rothorngletscher Schönbielgletscher Stockjigletscher Theodulgletscher s Plateau Rosa Tiefmattengletscher Triftgletscher | Triftjigletscher Schwärzegletscher Zmuttgletscher Zwillingsgletscher |

### Jezera
Jezera v okolí Zermattu:
| 2232 m n. m. - Leisee 2316 m n. m. - Grünsee 2334 m n. m. - Grindjisee 2537 m n. m. - Stellisee | 2552 m n. m. - Schwarzsee 2757 m n. m. - Riffelsee 1) 2140 m n. m. - Mossjesee |  |

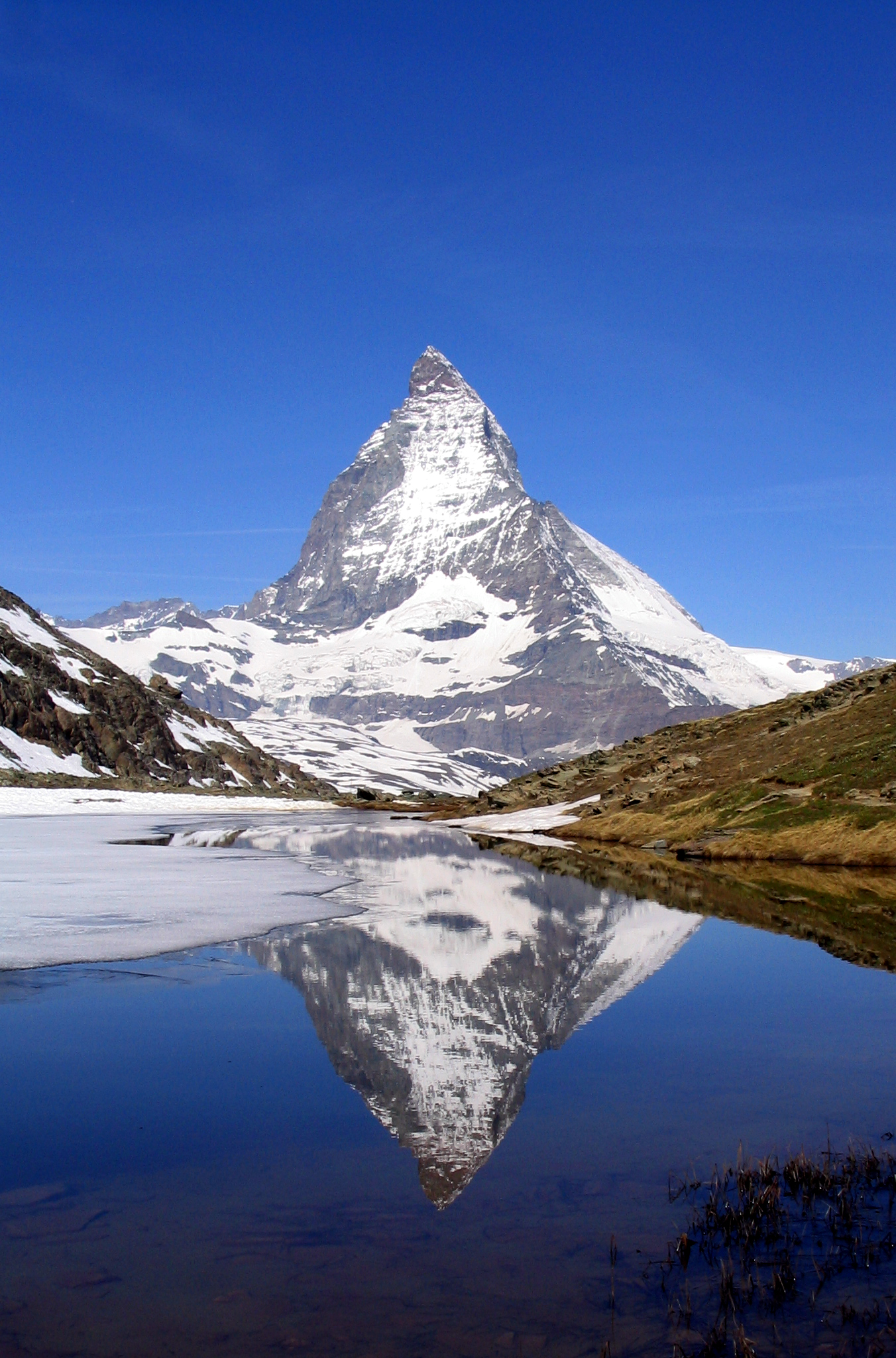
Jezero Riffelsee a zrcadlící se Matterhorn

1) slavný zrcadlový obraz Matterhornu v jezeře

### Chaty a boudy
| 4003 m n. m. - Solvayhütte 3260 m n. m. - Hörnlihütte 3030 m n. m. - Gandegghütte 2932 m n. m. - Weissenhornhütte | 2795 m n. m. - Monte Rosa hut 2694 m n. m. - Schönbielhütte 2220 m n. m. - Europahütte 2337 m n. m. - Berggasthaus Trift |

### Klima
Vzhledem k vysokým horám a hlubokému údolí, ve kterém Zermatt leží, je v Zermattu méně srážek (pouze 700 mm/rok), než je průměr v oblasti. Lesy v okolí rostou až do nadmořské výšky 2200–2300 m n. m. Směrem k italské hranici je chladněji a je zde i více dešťových srážek, např. na vrcholu Monte Rosa je roční srážkový úhrn 4100 mm/rok.

### Roční přehled podnebí
| Zermatt – podnebí           | Zermatt – podnebí | Zermatt – podnebí | Zermatt – podnebí | Zermatt – podnebí | Zermatt – podnebí | Zermatt – podnebí | Zermatt – podnebí | Zermatt – podnebí | Zermatt – podnebí | Zermatt – podnebí | Zermatt – podnebí | Zermatt – podnebí | Zermatt – podnebí |
| Období                      | leden             | únor              | březen            | duben             | květen            | červen            | červenec          | srpen             | září              | říjen             | listopad          | prosinec          | rok               |
| --------------------------- | ----------------- | ----------------- | ----------------- | ----------------- | ----------------- | ----------------- | ----------------- | ----------------- | ----------------- | ----------------- | ----------------- | ----------------- | ----------------- |
| Průměrné denní maximum [°C] | 0,2               | 1,3               | 3,7               | 7,3               | 12,1              | 15,6              | 18,9              | 17,9              | 15,4              | 11,2              | 4,6               | 1,1               | 9,1               |
| Průměrná teplota [°C]       | −4,8              | −4                | −1,5              | 2                 | 6,7               | 10                | 12,5              | 11,7              | 9                 | 4,8               | −0,8              | −3,8              | 3,5               |
| Průměrné denní minimum [°C] | −8,4              | −7,8              | −5,5              | −2,2              | 2,1               | 4,8               | 6,8               | 6,7               | 4,2               | 0,7               | −4                | −7,1              | −0,8              |
| Průměrné srážky [mm]        | 43                | 46                | 49                | 50                | 61                | 56                | 47                | 60                | 41                | 55                | 55                | 49                | 611               |
| Dní se srážkami             | 6,6               | 6,3               | 7,7               | 6,7               | 10                | 8,6               | 8,9               | 9,9               | 6,9               | 6,7               | 7                 | 6,7               | 92                |
| Zdroj: MeteoSchweiz         |                   |                   |                   |                   |                   |                   |                   |                   |                   |                   |                   |                   |                   |

## Historie

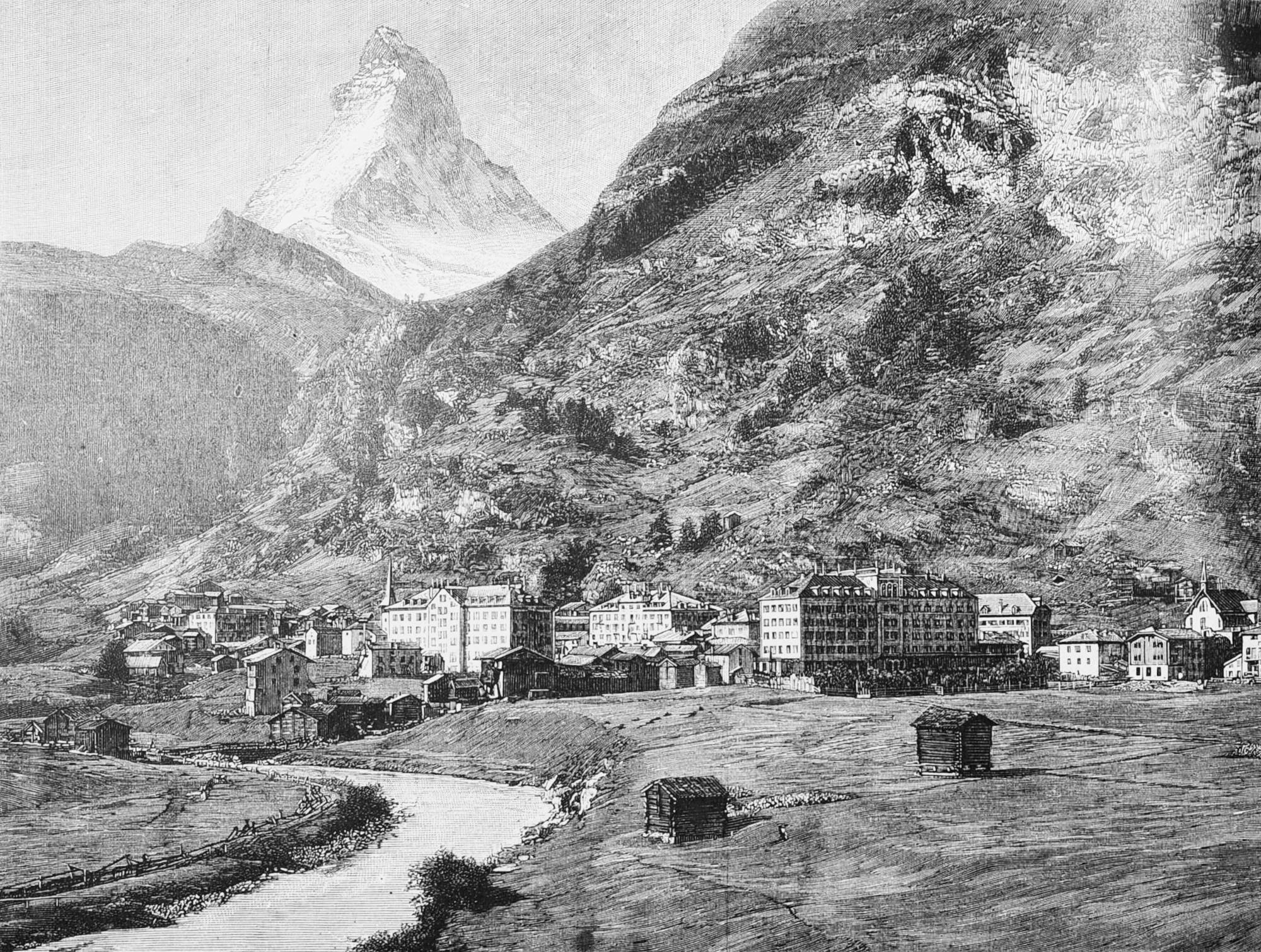
Zermatt (1897)

Stejně, jako mnoho jiných vysokohorských údolí, je i Mattertal osídlen již více než 6 000 let.
V tzv. optimálním období doby římské bylo klima teplejší než v následující malé době ledové až do poloviny 19. století a také v současnosti. V souladu s tím bylo relativně snadné přecházet dnešní zaledněné průsmyky ve Valais, jako je například průsmyk Theodul, z jihu do Mattertalu, alespoň v létě - zejména proto, že úzké soutěsky a skalnaté oblasti na svazích to neztěžovaly nebo neznemožňovaly, jako je tomu jinde. První osady v horním Mattertalu tedy vznikly pravděpodobně brzy, ještě před přistěhováním německy mluvícího obyvatelstva ze severu, což také vysvětluje nejstarší románský název Zermatt nebo Aroleit pro náhorní plošinu jižně od ní směrem k průsmyku Theodulpass.
V roce 1280 je Zermatt poprvé zmiňován jako Pratobornum, což lze přeložit jako „rohož v čele“ (ze středohornoněmeckého mat/mate „louka“) nebo „rohož v hraničních znacích“. Zermatt byl dceřinou farností obce St. Niklaus. Samostatná farnost Zermatt je zmiňována v listině z 25. dubna 1285. Kolem roku 1290 zde byla postavena vesnická kaple. V 15. až 17. století se obyvatelé Zermattu vykupovali zpod nadvlády různých feudálů.
Přes Zermatt vedly ve středověku důležité obchodní cesty přes Theodulský průsmyk do Itálie. Nálezy mincí dokazují, že tato cesta byla využívána již v římské době v 1. až 4. století našeho letopočtu. Mince jsou dnes k vidění v Matterhorn Museu. Když během teplé fáze kolem roku 1000 až 1300 ledovce daleko ustoupily, byl Theodulský průsmyk i na severní straně bez ledu. Částečně vydlážděné cesty pro mezky, jejichž zbytky lze vidět i v současnosti, pocházejí ze 13. století.

Historická stavení v Zermattu (1902)

První přírodovědci přišli do Zermattu kolem roku 1780. Skromný počet turistů sem začal jezdit po roce 1820 a od roku 1838 zde byl penzion. V letech 1850–1860 byla mezi Zermattem a St. Niklaus vybudována silnice sjízdná pro kočáry. V roce 1852 byl otevřen první malý hotel. Syn sedláka Homse Alexander Seiler I. otevřel v roce 1855 hotel Monte Rosa a založil tak své hotelové impérium. V roce 1854 byl postaven hotel na Riffelbergu. V roce 1858 následovalo založení společnosti horských průvodců v Zermattu, která byla v roce 1860 opět zrušena. V roce 1873 byla založena společnost průvodců Zermatt-St. Niklaus. Dalším průkopníkem turistiky byl Joseph Anton Clemenz, který v roce 1852 otevřel hotel Mont Cervin a o 15 let později ho prodal firmě Seiler.
V roce 1865 se Angličanovi Edwardu Whymperovi podařilo uskutečnit prvovýstup na Matterhorn. To byl úvodní signál k tomu, aby se díky tomuto výstupu stalo z Zermattu světoznámé turistické středisko.
V roce 1891 byla do letního provozu uvedena železniční trať z Vispu do Zermattu společnosti Brig-Visp-Zermatt-Bahn. V roce 1898 následovala železnice na Gornergrat, zvaná Gornergratbahn.
V lednu 1902 zorganizoval Hermann Seiler jako předseda sekce Monte Rosa Švýcarského alpského klubu v Zermattu a jeho okolí první lyžařský kurz ve Švýcarsku. Z Zermattu se v září 1903 podařilo vzduchoplavci Eduardu Spelterinimu a Hermannu Seilerovi spolu s třetí osobou uskutečnit první přelet Alp v balonu.
Dne 31. prosince 1927 nechal Hermann Seiler v St. Niklaus vyzvednout 180 pozvaných anglických letních pravidelných návštěvníků s 50 saněmi a odvezl je do Zermattu. 31. prosince 1933 byla dokončena výstavba ochranných konstrukcí a dnešní Matterhorn Gotthard Bahn tak mohla zahájit celoroční pravidelnou dopravu do Zermattu, která byla od roku 1928 do St. Niklaus předpokladem pro pravidelnou zimní sezónu v Zermattu. Již v roce 1944 navštívilo Zermatt poprvé více hostů v zimě než v létě.
V březnu 1963 řádila v Zermattu epidemie skvrnitého tyfu, na kterou onemocnělo přes 400 lidí a tři zemřeli.
Společnost Air Zermatt, založená v roce 1968, vybudovala u vjezdu do obce heliport.
V průběhu let se Zermatt díky turistickému ruchu značně rozrostl. Typický obraz horské vesničky ve Valais dnes lze nalézt jen v centru obce a ve vesničkách mimo ni, zatímco v údolí vyrostly rozsáhlé rekreační budovy a komplexy.
Zermatt je obcí bez aut, silnici z Täsch lze použít pouze s příslušným povolením. Dopravní úkoly v Zermattu přebírají speciálně povolená užitková elektrická vozidla nebo koňské taxíky. Ubytování pro více než 17 500 hostů zajišťuje 124 hotelů a četná lůžka v rekreačních bytech.

## Obyvatelstvo

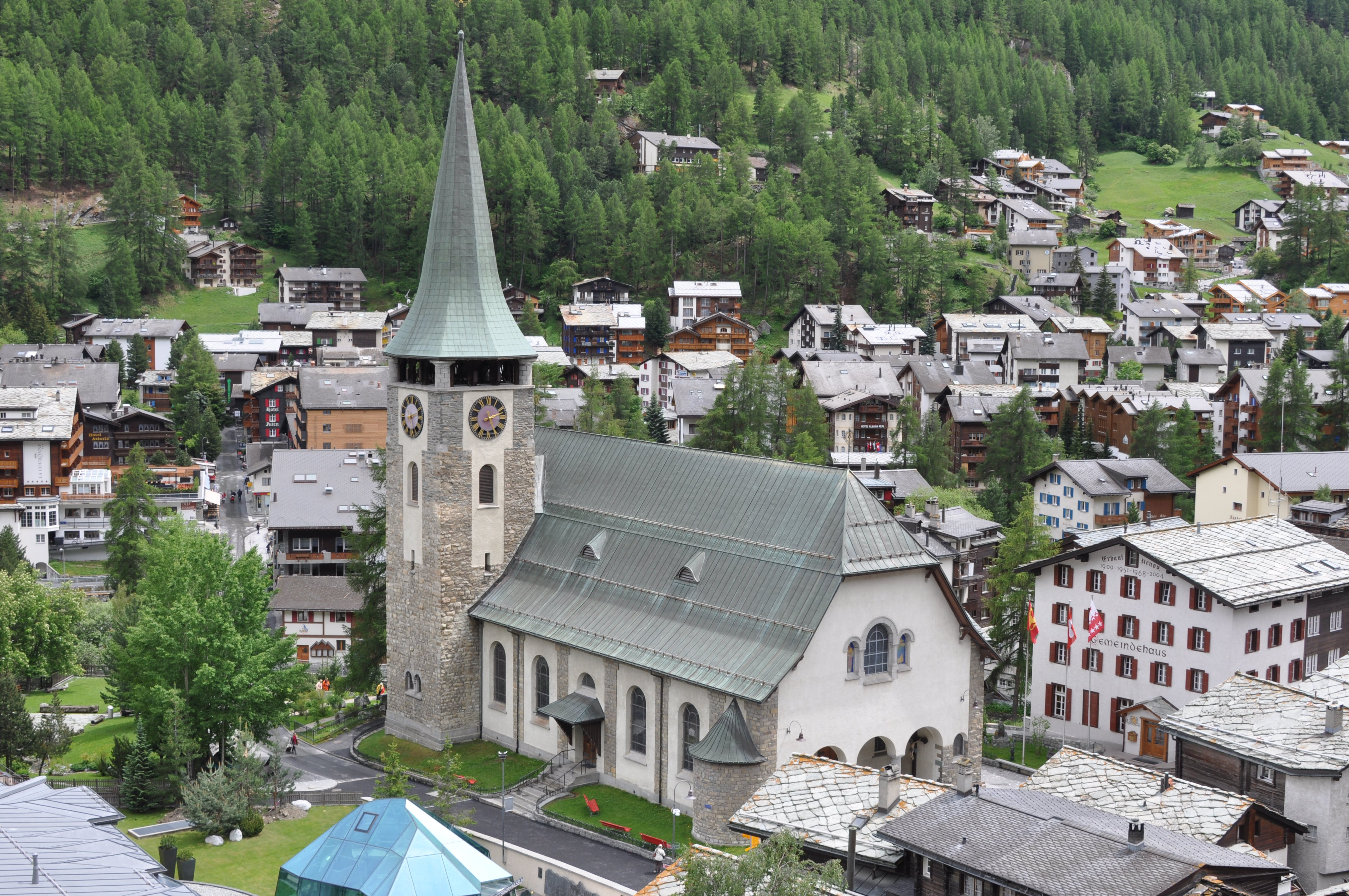
Farní kostel sv. Mořice

Ke konci roku 2024 žilo v Zermattu 5847 obyvatel a ve stejném roce zde žilo 46,0 % cizinců.
| Vývoj počtu obyvatel | Vývoj počtu obyvatel | Vývoj počtu obyvatel | Vývoj počtu obyvatel | Vývoj počtu obyvatel | Vývoj počtu obyvatel | Vývoj počtu obyvatel | Vývoj počtu obyvatel | Vývoj počtu obyvatel | Vývoj počtu obyvatel | Vývoj počtu obyvatel | Vývoj počtu obyvatel |
| -------------------- | -------------------- | -------------------- | -------------------- | -------------------- | -------------------- | -------------------- | -------------------- | -------------------- | -------------------- | -------------------- | -------------------- |
| Rok                  | 1802                 | 1850                 | 1900                 | 1950                 | 2000                 | 2010                 | 2012                 | 2014                 | 2016                 | 2024                 |                      |
| Počet obyvatel       | 436                  | 369                  | 741                  | 1395                 | 5988                 | 5720                 | 5786                 | 5770                 | 5714                 | 5847                 |                      |

Většina obyvatel (podle údajů z roku 2024) hovoří německy (3 503, tj. 59 %), druhým nejčastějším jazykem je portugalština (1507, tj. 18,0 %) a třetím italština (414, tj. 7 %). Francouzsky mluví 73 osob a 1 osoba hovoří rétorománsky.
K římskokatolické církvi se hlásí 81,3 % obyvatel, k evangelické reformované církvi 9,2 %, k jinému vyznání 5,4 % a 4,1 % obyvatel je bez vyznání.

## Doprava

### Silniční doprava

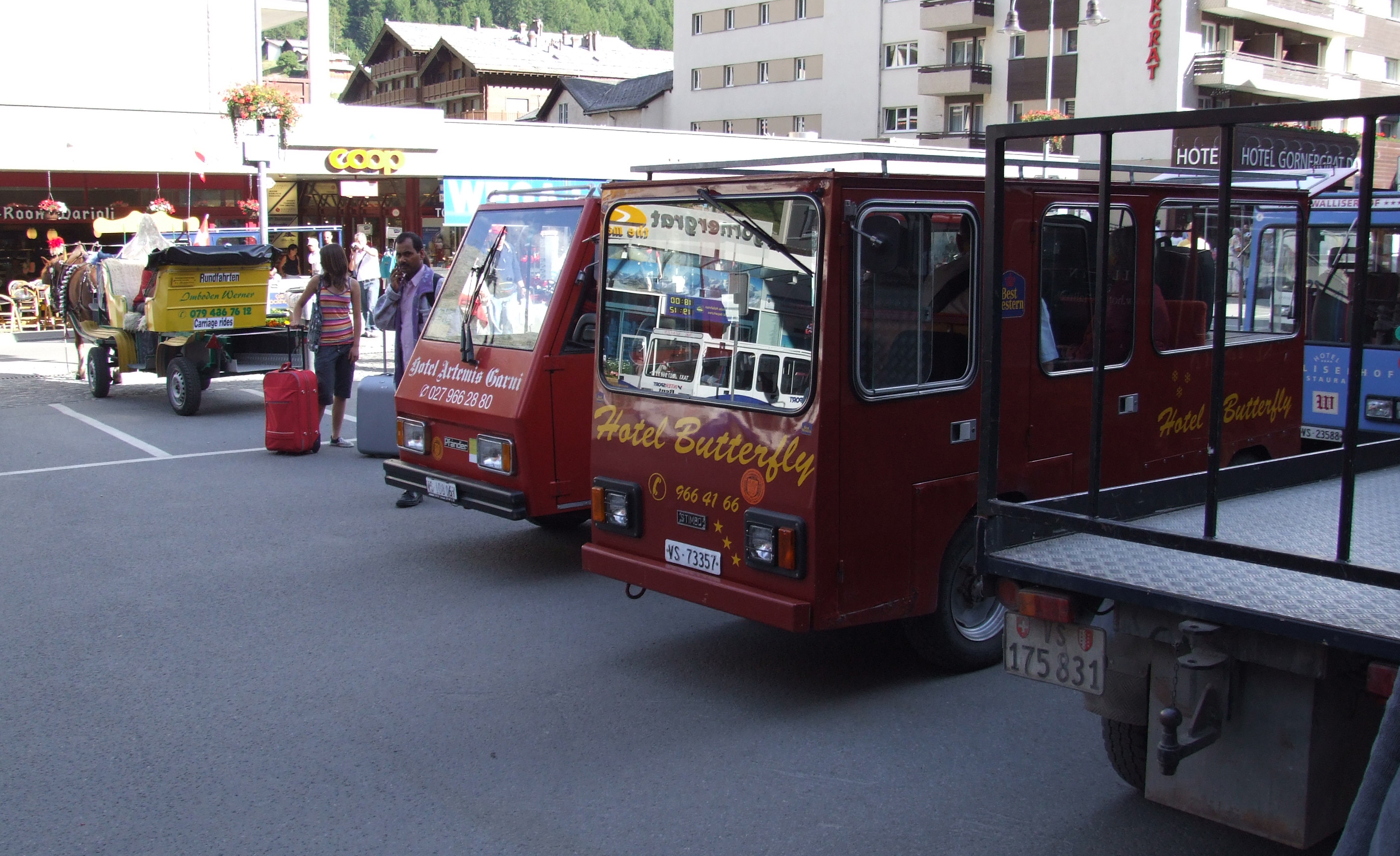
Elektromobily v centru města

Místní správa oblasti brání znečištění ovzduší v poměrně malém cípu údolí a proto zde platí zákaz používání spalovacích motorů. Tento zákaz nejen přímo chrání ovzduší z hlediska hygieny, ale i zajišťuje průzračnost ovzduší z hlediska turistického ruchu, kdy pohled na Matterhorn přímo z Zermattu patří mezi turistická lákadla.
Ulice Zermattu jsou od roku 1931 uzavřeny pro osobní automobilovou dopravu. Stávající zákaz jízdy aut do obce potvrdili voliči v Zermattu v letech 1972 a 1986. Po pětikilometrové silnici mezi Täschem a Zermattem se smí jezdit pouze se zvláštním povolením vydaným místním obyvatelům, hostům s druhým bydlištěm, taxíkům, zásobovacím a záchranářským vozidlům. V současné době je překročena dopravní kapacita silnice. Dne 6. března 2005 voliči v Zermattu schválili rozšíření silničního spojení. Od té doby obec Zermatt a kanton Valais zkoumají možnosti rekonstrukce a rozšíření silnice. Rozšíření silnice zatím nebylo zahájeno. Po dobu svého pobytu musí rekreanti parkovat svá auta na velkém vícepodlažním parkovišti v Täsch, které má přes 2000 parkovacích míst, za něž se vybírá poplatek. Kromě toho nabízí asi 900 parkovacích míst soukromé společnosti, které zajišťují nepřetržitou taxislužbu do Zermattu. Do terminálu Matterhorn je integrován přestupní terminál na železnici Matterhorn Gotthard Bahn. Každých 20 minut jezdí do Zermattu kyvadlové vlaky s nízkopodlažními vozy, které lze použít i s vozíky na zavazadla. O nocích od pátku do neděle jezdí vlaky nepřetržitě v hodinových intervalech.
Pro turisty jsou určeny elektromobily a silniční bateriové elektrické vláčky, které provozují hotely a taxislužby. Hlavním úkolem je doprava turistů od nádraží k hotelům ve městě a okolí, doprava k lanovkám a vlekům a k dopravní obsluze předměstí Winkelmatten. Tradičně je možno si pronajmout aristokratický kočár s koňským spřežením.

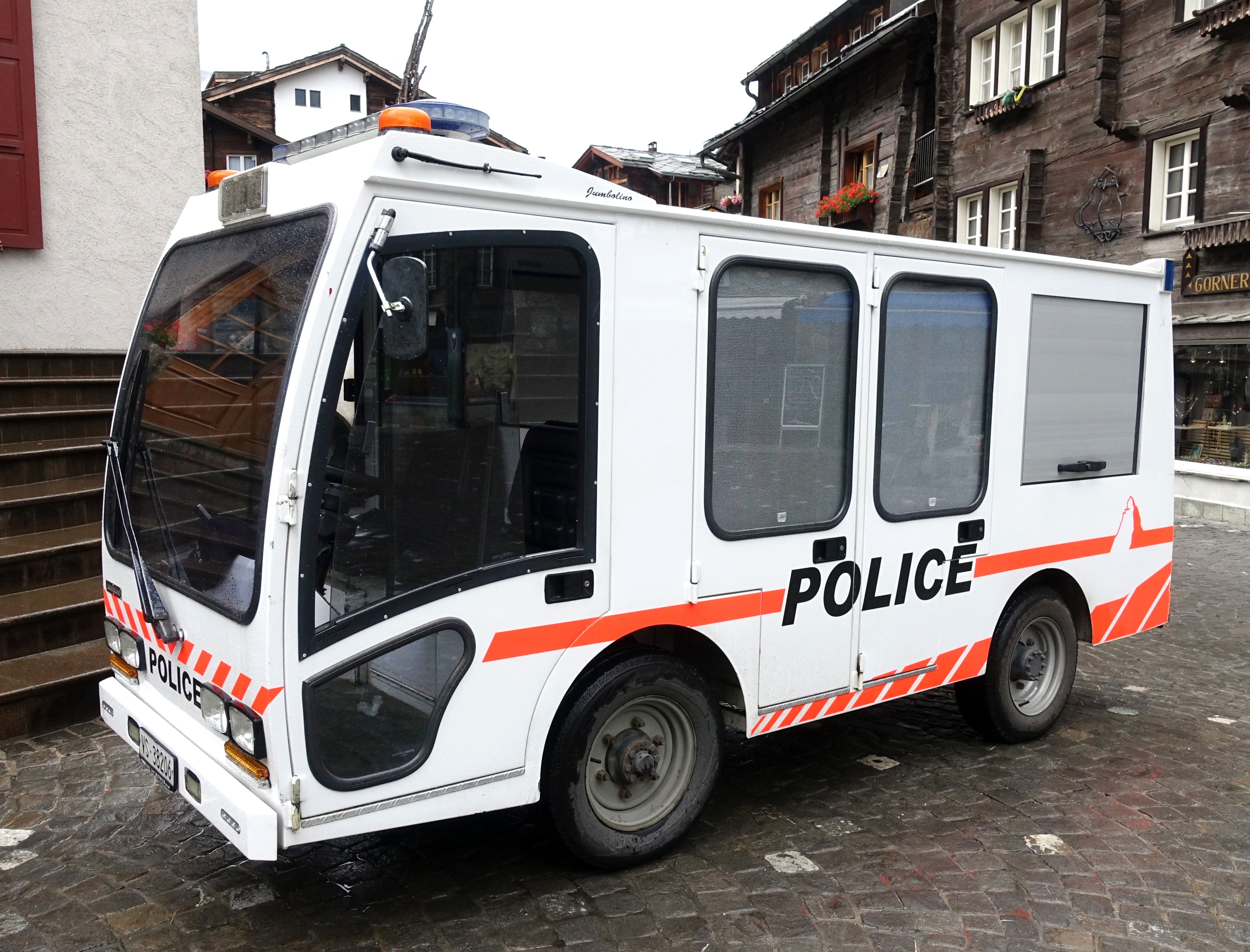
Elektrické vozidlo policie v Zermattu

Od ledna 1988 jezdí v Zermattu elektrobusy, které přepravují lyžaře. Obsluhují všechny údolní stanice zermattských lanovek na okružní trase dlouhé asi 4,5 km. V prosinci 1991 byl do provozu uveden další malý elektrobus, který zajišťuje spojení do oblasti Winkelmatten. Počet cestujících v zimní špičce je vysoký. V závislosti na typu autobusu je zde místo pro 27, 50 nebo 80 cestujících. Autobusová doprava je zahrnuta v ceně skipasu. Maximální rychlost je 20 km/h, stejně jako u všech vozidel v Zermattu.
Zatímco soukromá vozidla se spalovacími motory jsou v Zermattu zakázána, elektromobily jsou pro komerční využití povoleny, ale stejně jako autobusy smějí jet pouze maximální rychlostí 20 km/h. Z nich, s výjimkou elektrobusů, je na silnicích mnoho malých a úzkých elektromobilů, které slouží jako dopravní prostředky pro živnostníky, zásobovací vozidla pro supermarkety, obchody, restaurace a hotely a jako taxíky nebo hotelové vozy pro vyzvedávání hostů a jejich zavazadel z nádraží. Od roku 1947 vzrostl počet povolených elektrických vozidel na přibližně 500. Ve spojení se stávajícím silničním systémem způsobuje nyní používání vozidel dopravní problémy, kterým je třeba čelit opatřeními ke zklidnění dopravy.
Téměř všechna vozidla v Zermattu jsou poháněna baterií s nízkou úrovní hluku. Elektrická vozidla jsou povolena pouze pro místní obchodní činnost a služby, tedy ne pro osobní potřebu. Kantonální policie může vydat povolení nebo výjimku pro provoz v severním okraji města. Trvalá výjimka ohledně spalovacích motorů platí pro požární vozy, sanitky a městské autobusy, svoz odpadu a jiné městské služby.

### Kolejová doprava

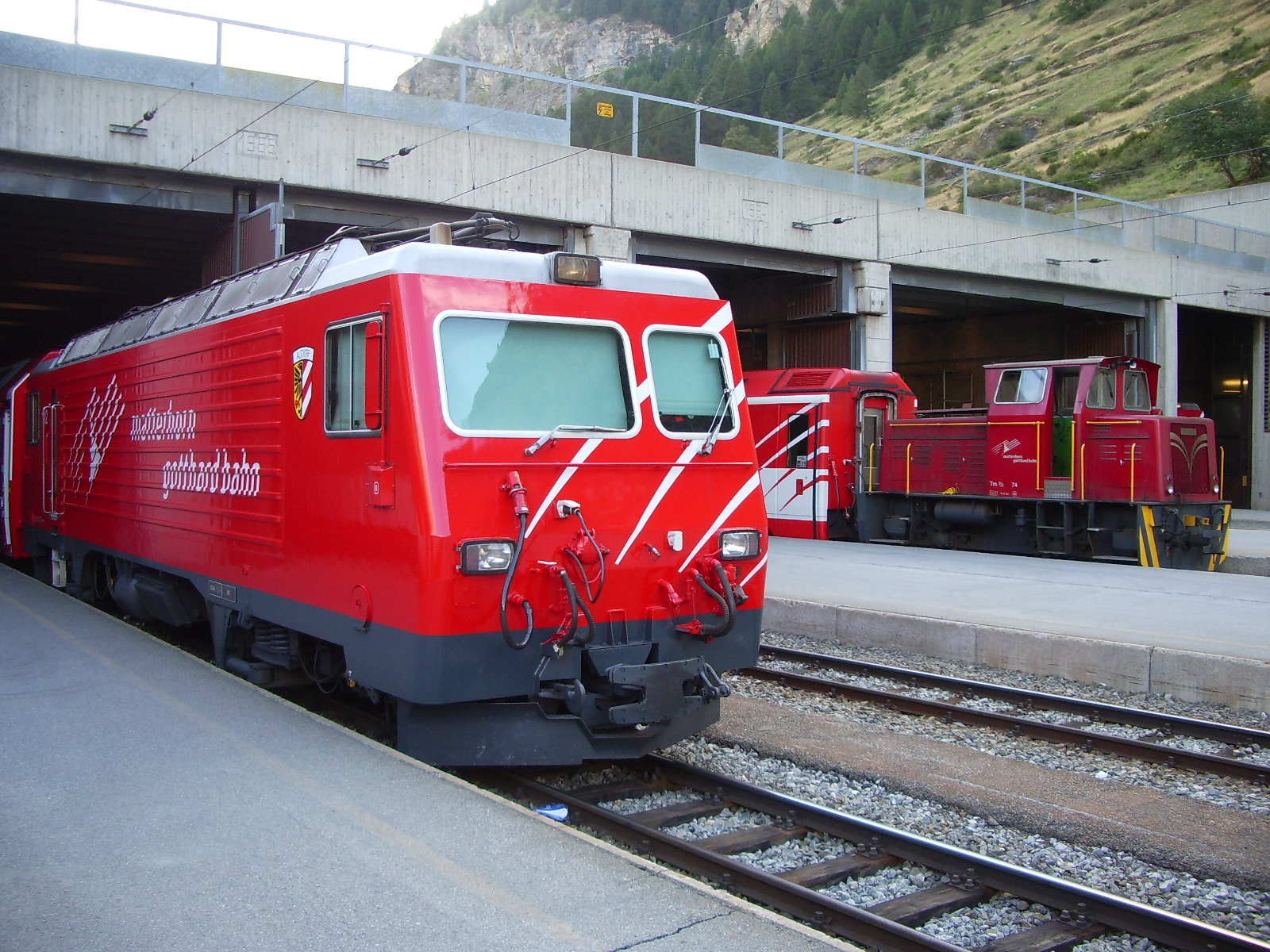
Nádraží MGB

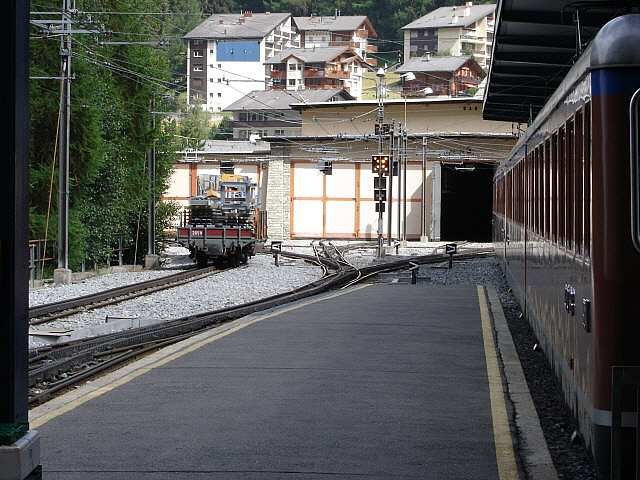
Nádraží GGB

Většina návštěvníků přijíždí do Zermattu ozubnicovou železnicí Matterhorn Gotthard Bahn (MGB) dříve samostatná BVZ Zermatt-Bahn z nedaleké obce Täsch (kyvadlová doprava od záchytného parkoviště). Vlakem z Zermattu je možno pokračovat i dále dolů údolím až do Vispu a Brigu, kde je přípoj na hlavní švýcarskou železniční síť. Vlakem je možno z Zermattu pokračovat i dále na jih po taktéž ozubnicové železnici Gornergratbahn (GGB) na vrchol Gornergrat (3089 m n. m.).

### Ostatní
Město má také k dispozici heliport (ICAO: LSEZ) s vrtulníkem Air Zermatt, který zároveň zajišťuje horskou záchrannou službu.
Správa Zermattu i nadále hledá další varianty dopravy ve městě i oblasti a projednávají se různé výsledky studií od elektrobusů, lanovek až po metro.

## Cestovní ruch

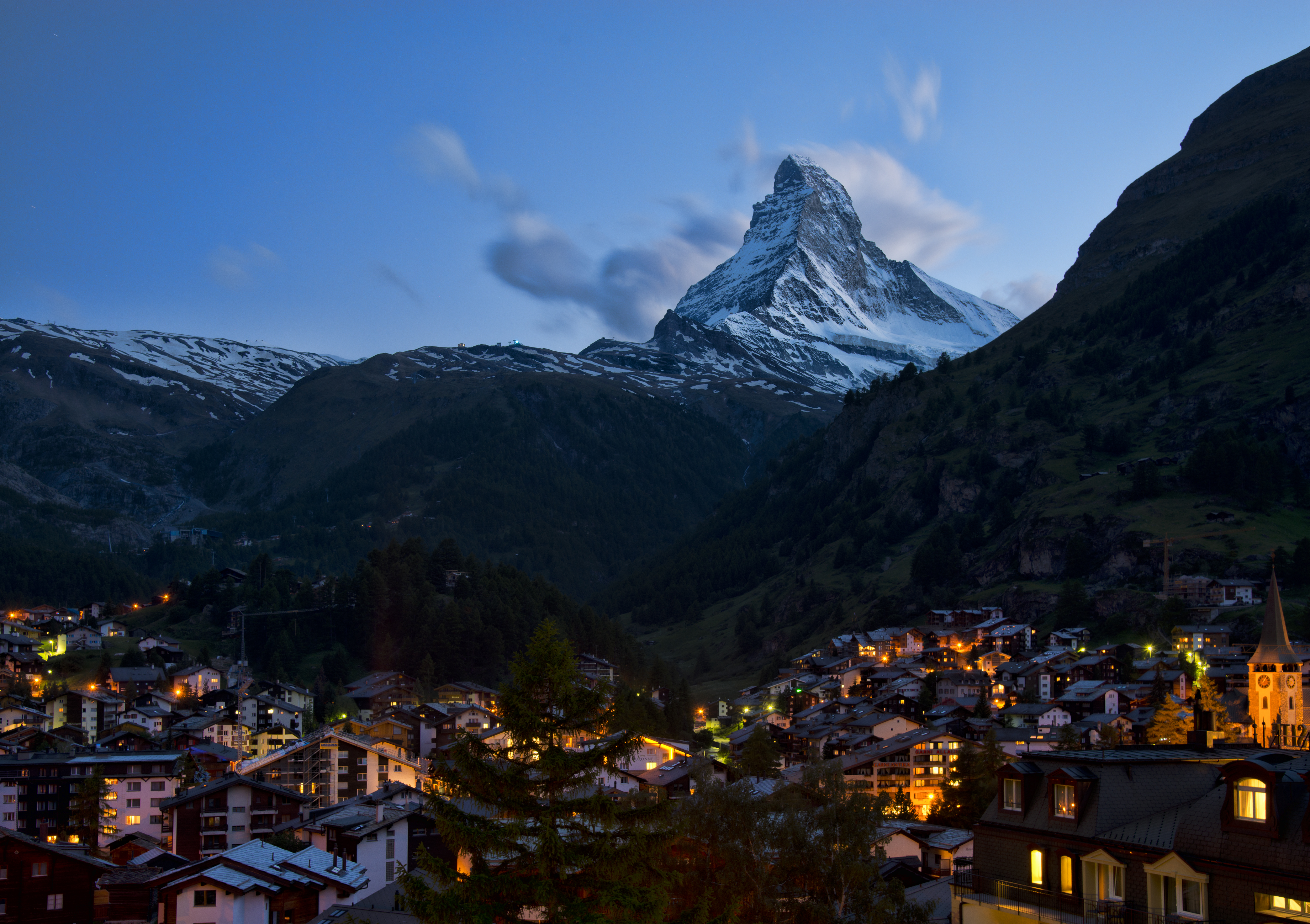
Zermatt v noci

### Turistika
V letním období nabízí okolí Zermattu nespočet turistických tras různé obtížnosti od mírných údolních procházek, středních túr po úbočí až po vrcholovou turistiku na vrcholech hor, v létě i po ledovci. Zermatt tvoří vynikající základní bod pro mnoho horských túr v okolí. Díky výhodné poloze na severu hlavního hřebene masivu Walliských Alp, soustavě lanovek a ozubnicové železnice, nemá v této oblasti co se týče infrastruktury konkurenci. Horolezci či turisté využívají městečko jako základní tábor při výstupech např. na Matterhorn, Dent Blanche, Breithorn, Lyskamm, Monte Rosu či Rimpfischhorn. Vede z něj také železnice na hřeben Gornergrat. Z Zermattu je také přístup na ledovce v okolí. Velmi oblíbená je turistická trasa 5-Seenweg, která vede kolem pěti jezer Stellisee, Grindjisee, Grünsee, Moosjisee a Leisee.
Taktéž je možno za příznivého počasí využít lanovky na Klein Matterhorn a obdivovat scenérii alpských štítů nebo podniknout výstup na Gornergrat (ev. sestup). Při turistice v těchto výškách je však třeba brát ohled na osobní fyzický a zdravotní stav a taktéž brát v úvahu možnost proměnlivosti počasí v horách.

### Zimní sporty

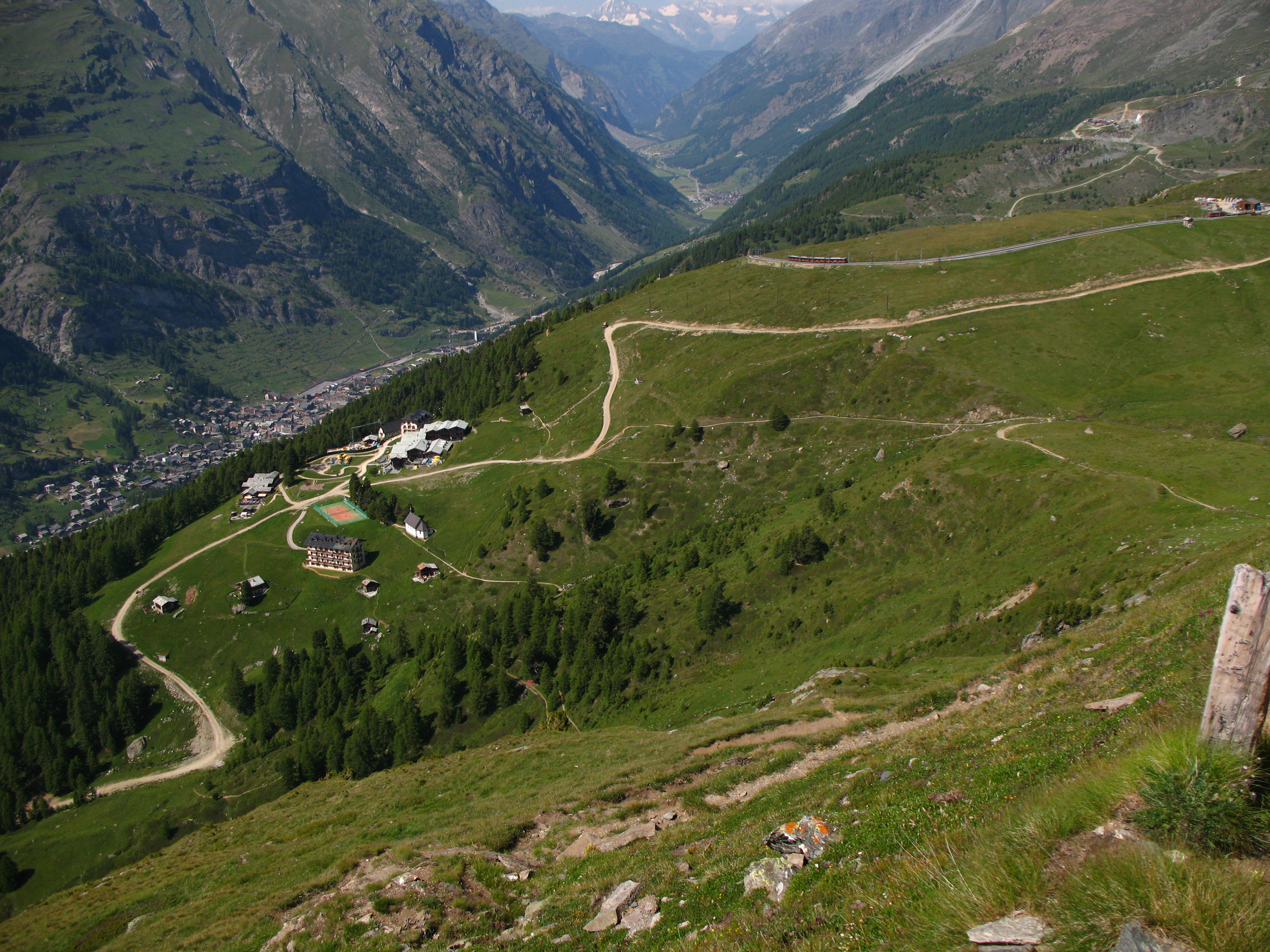
Sunnegga nad Zermattem v létě

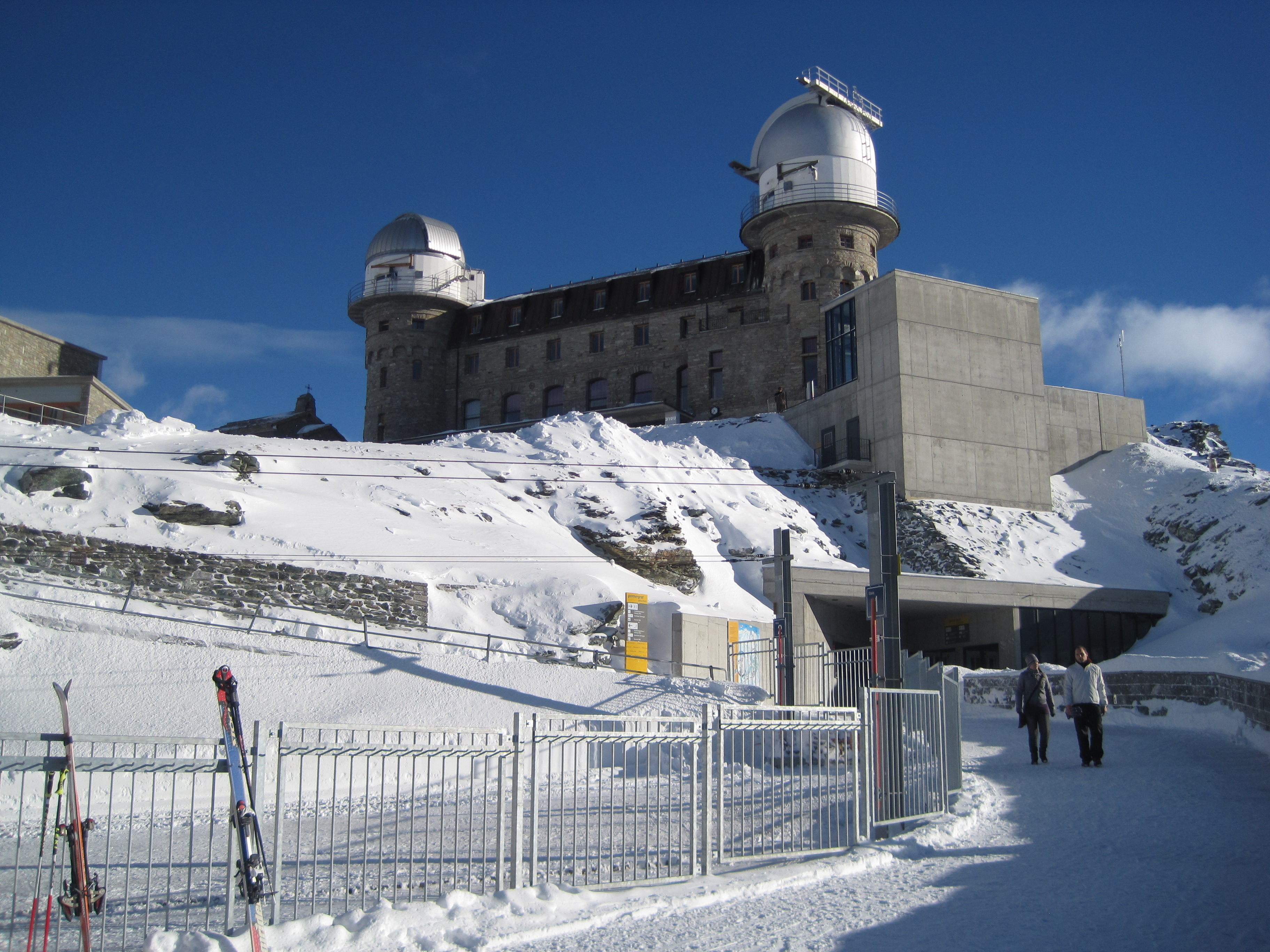
Gornergrat

Klein Matterhorn

Zermatt je znám po celém světě jako středisko lyžování, snowboardingu a dalších zimních sportů. Vysoká nadmořská výška dovoluje provozovat tyto sporty až do letních měsíců. Na své si zde přijdou i rodiny s dětmi. Lyžařské středisko disponuje 250 sjezdovkami a 71 lyžařskými vleky a lanovkami. Lanovka směřuje taktéž na Klein Matterhorn - nejvyšší zpřístupněné místo pro lyžaře v Evropě. V okolí Zermattu se nachází čtyři lyžařské areály: Sunnegga, Gornergrat, Klein Matterhorn a Schwarzsee. Taktéž je možno navštívit střediska Cervinia a Valtournenche v Itálii.
V roce 2008 hostil Zermatt závod Infinity Downhill Race, který se konal na 13. a 14. prosince. Trať závodu vedla z Matterhorn Glacier Paradise (3800 m n. m.) a končila v Zermattu (1600 m n. m.). Trať byla 20 km dlouhá s převýšením 2200 metrů.

#### Sunnegga
Středisko Sunnegga je dostupné prostřednictvím lanovky (pozemní tunelová lanovka Sunnegga express), po které následuje gondolová lanovka na Blauherd a vrcholová lanovka na Rothorn (3103 m n. m.). Vysoká poloha střediska téměř pokaždé zaručuje pěkné počasí, i když je Zermatt v mlze. Ze střediska s hotelem a vyhlídkovou restaurací je nádherný výhled na horu Matterhorn.
Z Blauherdu je možno gondolovou lanovkou přejet na Gant, a odtud spojovací lanovkou na Hohtälli. Tato lanovkou a novější čtyřmístná sedačková lanovka Sunnegga – Findeln – Breitboden zajišťuje spojení mezi Sunneggou a Gornergratem. Tyto svahy jsou využívány především méně zkušenými lyžaři kvůli svým nestrmým svahům. U stanice lanovky ze Zermattu na Suneggu se nachází malá pozemní lanovka mezi dětským svahem a konečnou lanovky Zermatt–Sunnegga.

#### Gornergrat
Areál na vrcholu Gornergrat je dostupný železnicí Gornergratbahn; cesta na vrchol Gornergrat (3089 m n. m.) trvá přibližně 30 minut. Trať vede přes Riffelalp, Rotenboden a Riffelberg (s omezenými zastávkami Findelbach a Landtunnel těsně nad městem). Na vrcholu je hotel, restaurace a návštěvnické centrum.
Dále je možno pokračovat kabinovou lanovkou vedoucí z Hohtälli na Rote Nase (3247 m n. m.). Tato závěrečná lanovka slouží k volným jízdám, ale nemusí mít vždy vhodné podmínky pro lyžování, protože to vyžaduje vysokou sněhovou pokrývku. Vleky v této oblasti jsou obecně otevřeny pro sezónu až únoru nebo začátkem března, v závislosti na výšce sněhové pokrývky. V roce 2008 byl znovuotevřen otevřel přístup na Stockhorn.
Stará lanovka Hohtälli na Gornergrat je nyní trvale uzavřena, a to bez náhrady. Nová lanovka vedoucí zpět od Hohtälli na Kellensee těsně pod Gornergrat nahradila tuto původní.

#### Klein Matterhorn a Schwarzsee
Nedaleko jižního konce Zermattu přepravuje gondolová lanovka Matterhorn Express cestující do přestupní stanice na Furi. Odtud vede lanovka na Schwarzsee nebo k prostřední stanici na Trockener Steg a pak dále na Klein Matterhorn. Nová gondolová lanovka byla zprovozněna 18. prosince 2006.
Testa Grigia v horní části průsmyku Theodulpass slouží jako spojení do italských lyžařských středisek Cervinia a Valtournenche. Ze švýcarské strany jsou dostupná pouze prostřednictvím lanovky, ale z italské strany sedačkovou lanovkou a klasickou lanovkou. Na hranici je celní úřad a malé alpské muzeum.
Zermatt se prezentuje jako středisko s celoroční možností lyžování, i když nejsou v provozu všechny sjezdovky. Letní lyžování je omezeno na Theodulgletscher poblíž Klein Matterhornu. Od 25. října 2003 je otevřena šestisedačková lanovka Furggsattel, která má 12 (18) stožárů postavených přímo na ledovci Theodulgletscher (první ve Švýcarsku). Je to jedna z mála lanovek na světě, jejíž trasa mezi dolní a horní stanicí prochází různými zeměmi, v tomto případě Švýcarskem a Itálií.

## Galerie

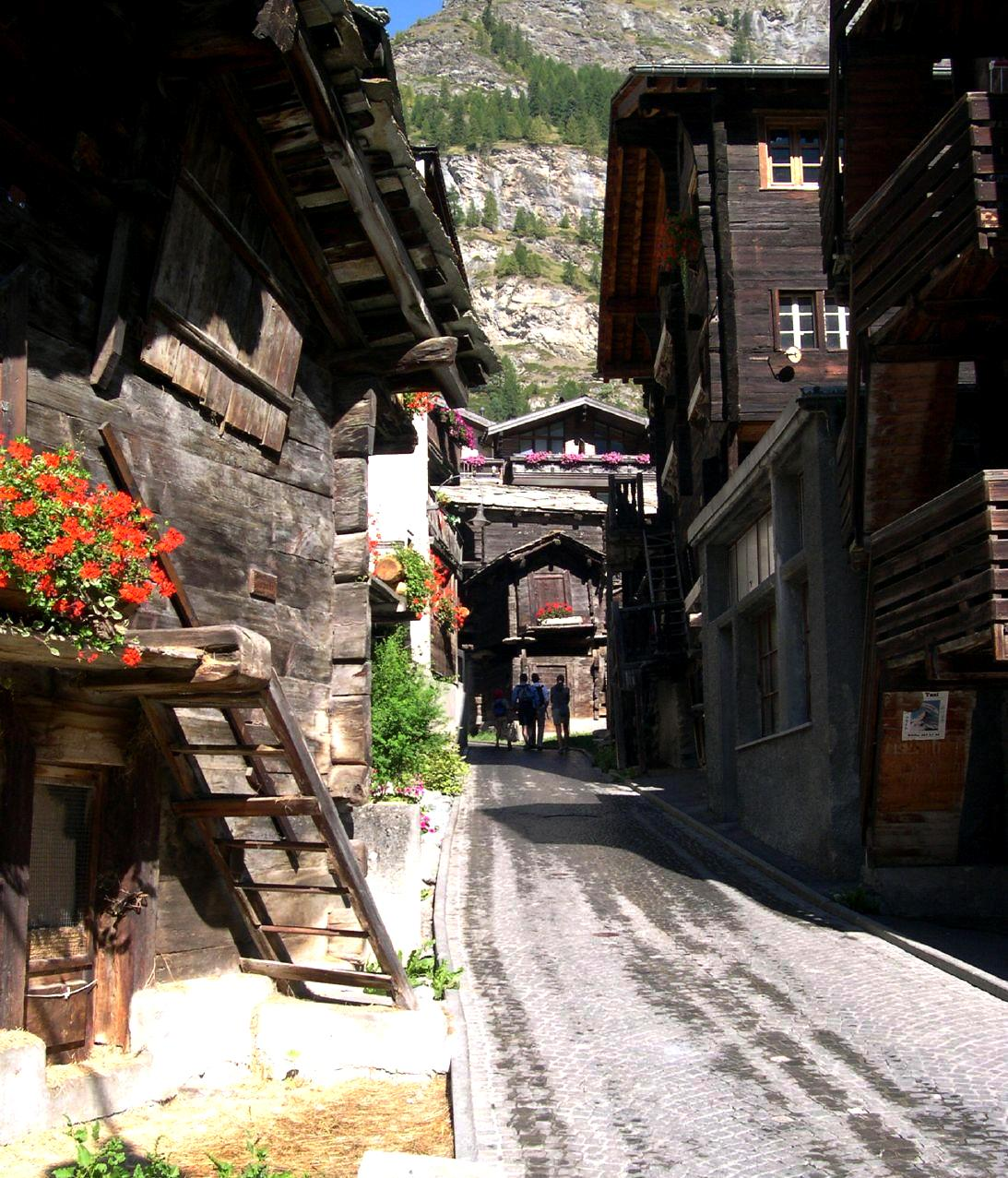
Původní zástavba v Zermattu
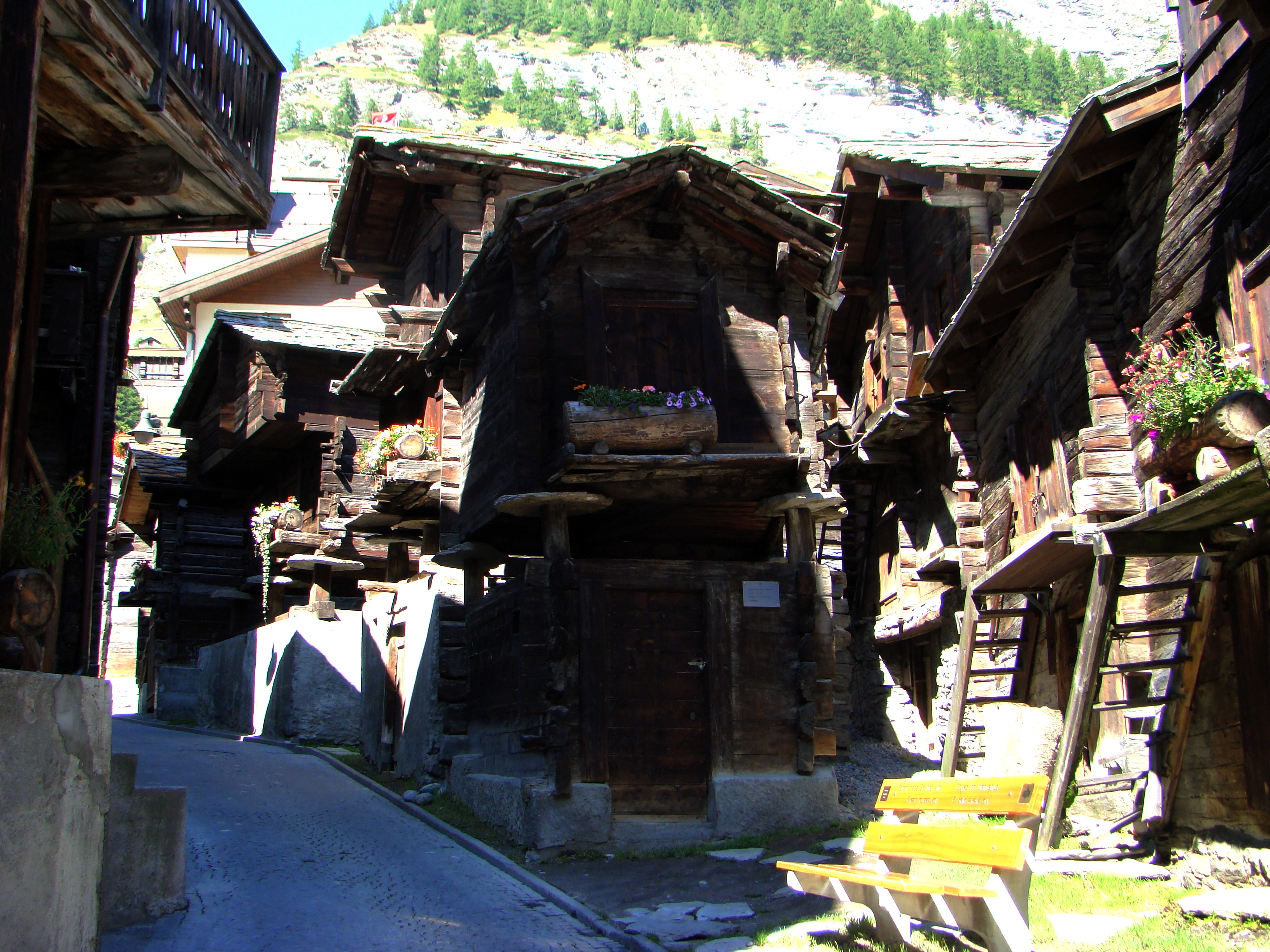
Sýpky a hospodářské budovy
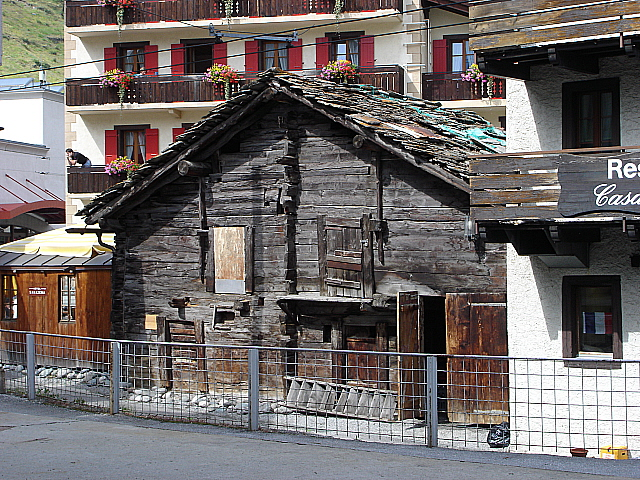
Historický dům v centru města

## Osobnosti
- Max Abegglen (1902–1970), švýcarský fotbalista, žil a zemřel v Zermattu
- Simon Anthamatten (* 1983), švýcarský horolezec a horský vůdce
- Max Julen (* 1961), švýcarský alpský lyžař

## Partnerská města
- Alfano, Itálie
- Li-ťiang, Čína
- Myōkō, Japonsko
- Sexten, Itálie
- Snowbird, USA
- Castro Daire, Portugalsko